# Dajan
Dajan er hebraisk og betyder "dommer". Et andet hebraisk ord for samme er shofet. Dajan benyttes i religiøs jødedom oftest om Gud i den betydning, at Gud er det jødiske folks dommer. Særligt i dagene omkring Rosh Hashanah og Yom Kippur anvendes ordet, idet man i disse dage forestiller sig, at Gud dømmer alle jøder ud fra deres gerninger.
Når en religiøs jøde hører om et dødsfald, kan han desuden sige lovsigelsen Dajan haemet ("sandhedens dommer"):

Lovet være du, Herre vor Gud, verdens konge, sandhedens dommer.

Formålet med denne lovsigelse er at bekræfte sin tro og loyalitet over for Gud – selv i en så svær situation, som man står i efter et dødsfald.